# 笑翁妙堪
笑翁妙堪（しょうおう みょうたん）は、南宋後期に活動した禅僧である。大慧下3世。

## 略歴
淳熙4年（1177年）、明州慈渓県で誕生する。俗姓は毛氏。臨安府霊隠寺の松源崇嶽に参禅した後、天童寺の無用浄全の法を嗣いだ。
嗣法の後明州妙勝寺の住持となったのを始めとして、明州光孝寺、台州報恩寺、平江府虎丘山、福州雪峰寺を経て勅により霊隠寺の住持を務めた。次いで明州大慈寺の開山となり、台州瑞巌寺、温州江心寺、浄慈寺、天童寺ならびに阿育王寺に歴住する。
淳祐8年3月27日（1248年4月22日）示寂。法嗣として無文道璨ならびに東湖道祥がいる。